# Форест, Дэн
Дэн Фо́рест (англ. Dan Forest) — американский политик, 34-й вице-губернатор Северной Каролины, член Республиканской партии США, по профессии архитектор.

## Биография
Форест родился в Гаррисонберге, Виргиния и вырос в Шарлотте, Северная Каролина.
Форест получил степень бакалавра и магистра по архитектуре в Университете Северной Каролины в Шарлотте.
Будучи архитектором, до избрания вице-губернатором Форест был старшим партнером в архитектурной фирме в Шарлотте.

## Вице-губернатор Северной Каролины

### Выборы 2012 года и переизбрание 2016 года
На выборах в ноябре 2012 года Форест с крайне небольшим отрывом победил кандидата от Демократической партии, бывшего представителя штата Линду Коулман. Форест получил 2 187 728 голосов (50,08%) против 2 180 870 голосов Коулман (49,92%). Несмотря на очень небольшой проигрыш в голосах, кандидат от демократической партии Коулман согласилась с результатом выборов и не потребовала пересчёта голосов. Он был приведен к присяге 7 января 2013 года.
Они снова встретились на следующих выборах в ноябре 2016, и снова Форест победил, был переизбран, набрав 51,81% голосов против 45,32% у Коулман (45,32%). Кандидат от Либертарианской партии Джеки Коул набрала 132 645 голосов (2,87%). Его второй срок полномочий начался 1 января 2017 года.

### Пребывание в должности
Форест, как вице-губернатор — второе по старшинству избираемое лицо исполнительной власти штата, по должности является также председателем Сената Северной Каролины, и членом Совета штата Северная Каролина. В 2018 году Форест в течение года занимал кресло председателя Республиканской ассоциации вице-губернаторов. Объединившись с консервативным христианским крылом Республиканской партии Северной Каролины, Форест подчеркивал свои социально-консервативные взгляды. Он был сторонником закона о конфиденциальности и безопасности общественных помещений Северной Каролины, известного как House Bill 2, согласно которому законы штата имеют приоритет перед любыми антидискриминационными постановлениями, принятыми местными общинами, закон наделял штат исключительным правом определять минимальную заработную плату, и принуждал школы и общественные учреждения, в которых есть разделённые по половому признаку уборные, разрешать пользоваться ими только лицам соответствующего пола, указанным в свидетельстве о рождении. Форест также был ведущим сторонником принятия противоречивого закона  о восстановлении религиозных свобод — спорного законопроекта о религии. Форест выступает за отмену подоходного налога и его замену на потребительский налог.

В качестве вице-губернатора Форест появился вместе с Трампом на митинге в 2016 году, на котором Форест похвалил Трампа. В своей речи в консервативном аналитическом центре Civitas Форест утверждал, что такие политические вопросы, как изменение климата и контроль за оборотом оружия на «самом деле являются религией левых» и что «у левых... нет веры в Бога. У них нет веры в высшую силу». Замечания Фореста были подвергнуты критике со стороны демократов, сенаторы штата Пол Лоу (младший) и Майк Вудард сказали, что комментарии «служат только для того, чтобы оскорблять, принижать и разделять людей веры, независимо от их политических убеждений». В своей речи в церкви в июне 2019 Форест сказал, что ни одна нация «не пережила такого разнообразия и мультикуртурализма, как Америка сегодня», это утверждение вызвало критику.